# Lehener Stadion

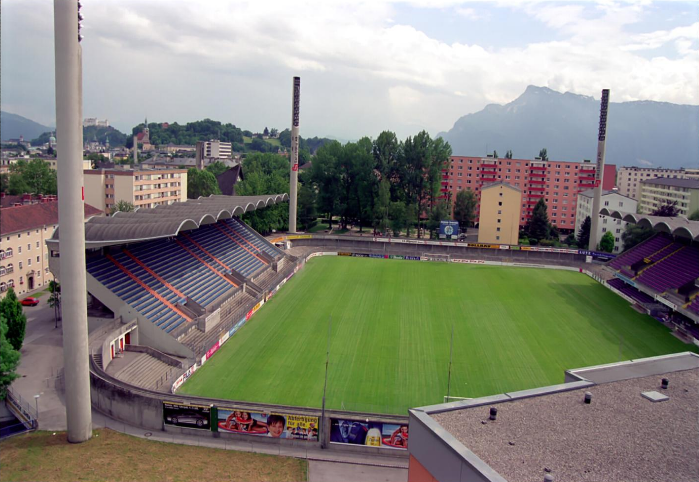
Die Stehplatztribüne links und die Sitzplatztribüne rechts

Das Lehener Stadion war ein Fußballstadion im Stadtteil Lehen der österreichischen Stadt Salzburg im gleichnamigen Bundesland. Von 1971 bis 2002 war es die Heimspielstätte des Fußballvereins SV Austria Salzburg. 2006 wurde es abgerissen und der Grund danach neu bebaut.

## Planung und Bau
Auf Grund des Aufstiegs von Austria Salzburg in die damals Nationalliga genannte Bundesliga, begannen Mitte der 1960er Jahre Planungen, ein Stadion zu errichten. Als Standorte wurden Lehen und Liefering genannt.
Im September 1966 entstand durch den Architekten Hanns Wiser ein erster Entwurf des Stadions mit einem Fassungsvermögen von 15.000 Zuschauern und zwei überdachten Tribünen. Erst im August 1967 beschloss der Gemeinderat, dass das Stadion in Lehen und nicht in Liefering gebaut wird. Zusätzlich wurde das Bauprogramm auf 18.000 Zuschauer erhöht und somit wurde eine Neuplanung nötig, die Wiser gemeinsam mit Jakob Adlhart erstellte. Da im August 1969 die Geldmittel dafür nicht reichten, wurden die Tribünen verkürzt und Sitzplätze durch Stehplätze ersetzt, um bei gleichem Fassungsvermögen einen billigeren Bau zu ermöglichen.
Im Oktober 1969 wurde mit dem Bau des Stadions begonnen. Die geschätzten Kosten von 16 Millionen Schilling stiegen allerdings bis zum Ende des Baus 1971 auf 38 Millionen an. Während dieser zwei Jahre spielte Austria Salzburg auf dem Gelände des ASV Salzburg in Itzling.

## Höhepunkte und Umbau
Das Eröffnungsspiel am 18. September 1971 fand vor 12.000 Zusehern gegen die tunesische Nationalmannschaft statt, Austria Salzburg gewann 3:2. Die Flutlichtanlage wurde erst am 27. April 1974 fertiggestellt, da Anrainerproteste dagegen bis zum Verwaltungsgerichtshof gingen. Zur offiziellen Premiere der Flutlichtanlage an diesem 27. April gab es ein Spiel gegen die österreichische Nationalmannschaft; das Spiel endete 1:1.
Der Besucherrekord wurde am 20. Oktober 1976 in der zweiten Runde des UEFA-Pokals im Heimspiel gegen den FK Roter Stern Belgrad mit 18.000 Zusehern erreicht.
In der Winterpause der Saison 1992/93 wurde eine Stehplatztribüne in Sitzplätze umgebaut, damit das Stadion den Anforderungen für internationale Spiele gerecht wurde. Dadurch verringerte sich das Fassungsvermögen des Stadions auf etwa 15.000 Plätze. Während des Umbaus spielte der Verein auf der Anlage des Salzburger AK 1914 in Nonntal.

## Ende des Stadions

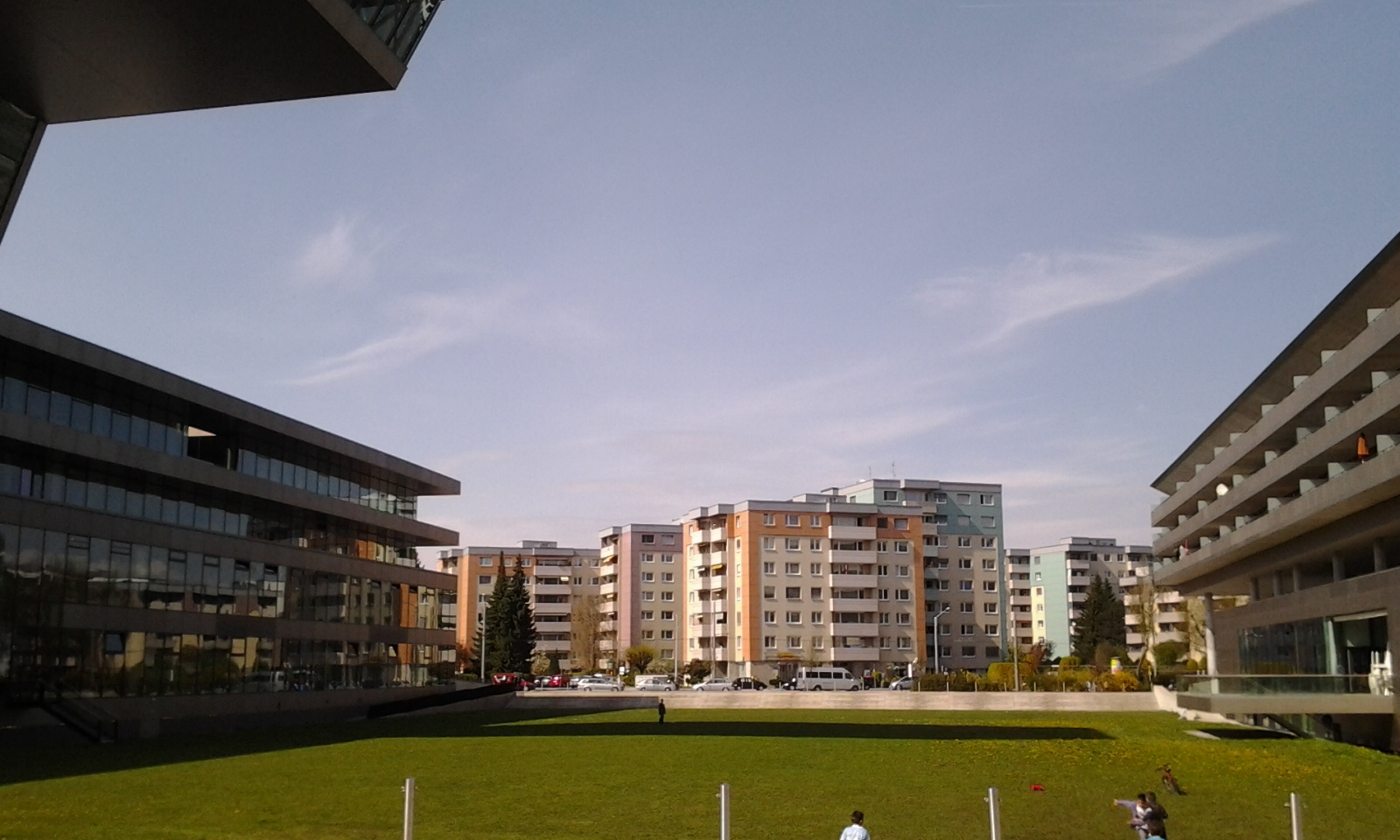
Neue Mitte Lehen: Die Fläche der ehemaligen Stadionrasenfläche ist frei

Das Stadion wurde Mitte der 1990er auf Grund des nationalen (1994 erster Meistertitel) und internationalen Erfolgs des Fußballklubs zu klein; international war es auf höchstens 5.300 Zuschauer zugelassen. In der Saison 1993/94 wurden deshalb vom Viertelfinale bis zum Finale die UEFA-Pokal-Heimspiele im Wiener Ernst-Happel-Stadion ausgetragen. Diese Spiele in Wien waren jeweils mit 48.000 Zusehern ausverkauft. Um auch bei internationalen Bewerben in Salzburg spielen zu können, wurde deshalb ein Ausbau in Planung gegeben.
Bei einem Entwurf der Architekten Siegfried Schmidsberger und Peter Knall hätten – auch bei internationalen Spielen – über 14.000 Zuschauer im Stadion Platz gefunden, die Kosten wurden auf 80 Millionen Schilling geschätzt. Im Mai 1997 wurden die Planungen jedoch abgebrochen, da ein kompletter Neubau, das EM-Stadion Wals-Siezenheim, bevorzugt wurde.
Das Abschiedsspiel der Austria Salzburg fand am 4. Dezember 2002 gegen den SK Sturm Graz vor etwa 6.000 Zuschauern statt, Salzburg gewann mit 2:1. „Das Stadion Lehen war eine Wohltat für die Salzburger Sportbegeisterten und auch die Basis für die großartigen Erfolge der Salzburger Austria“, so der Salzburger Journalist Gerhardt Bacher.
Nach dem Umzug des Klubs in das EM-Stadion wurde der Stadionbetrieb eingestellt; der Abriss begann am 19. Jänner 2006. Anstelle des Fußballstadions wurde das Stadtteilzentrum Neue Mitte Lehen gebaut. In diesem befinden sich die Stadtbibliothek Salzburg, Geschäfte, Wohnungen und ein Seniorenzentrum.